# Oberoende listornas bro
Oberoende listornas bro (kroatiska: Most nezavisnih lista, akronym Most) är ett politiskt parti i Kroatien. Det grundades år 2012 i Metković och har sedan parlamentsvalet år 2015 femton mandat i Kroatiens parlament. Partiledare sedan grundandet är Božo Petrov.

## Historik

### Grundande
Oberoende listornas bro (Most) grundades som ett lokalt parti den 17 november 2012 i Metković. En av grundarna var stadens borgmästare Božo Petrov. I övrigt bestod partiet mestadels av människor som inte hade ett politiskt förflutet men som ställde sig bakom valmanifestet som tagits fram i samband med partiets grundande.

### Från lokalt till nationellt parti
År 2013 deltog Most i Metkovićs lokalval och fick då 46,25 % av röstdeltagarnas röster vilket gav partiet 9 av 17 mandat i kommunfullmäktige. Därtill fick partiledaren Božo Petrov 67,94 % av rösterna i det andra och avgörande valet till Metkovićs borgmästare. I de samtidigt hållna landstingsvalen fick partiet 9,97 % av rösterna och mandat i Dubrovnik-Neretvas läns landstingsfullmäktige.
I parlamentsvalet år 2015 valde Most att ställa upp på nationell nivå och runt om i landet anslöt partilösa och oberoende politiker till partiet. Most förespråkade bland annat en ansvarsfull finanspolitik, minskning av de offentliga utgifterna och statsskulden, skattesänkningar, reformer inom den offentliga sektorn och en effektivisering av den statliga administrationen, bland annat genom minskning av landets administrativa enheter (städer, län och kommuner). Partiet förespråkade vidare en expansiv penningpolitik, införandet av privat sjukvård i det kroatiska hälso- och sjukvårdssystemet samt inrättande av en allmän bank med uppgift att främja jordbrukssektorn och regional utveckling. 

### Parlamentariskt parti och regeringsmakt
Sedan alla röster räknats meddelade den kroatiska valkommissionen att Most hade fått 13,51 % av rösterna i parlamentsvalet år 2015. Antalet röster gav partiet 19 mandat i parlamentet och Most var därmed det tredje största partiet i Kroatiens parlament. I det uppkomna politiska läget fick Most en vågmästarroll sedan ingen av de två stora koalitionerna (Patriotiska koalitionen eller Kroatien växer) kunde skapa en majoritetsregering utan stöd från Most. Efter flera veckor långa förhandlingar med båda koalitionerna valde Most till slut att ge sitt stöd åt en HDZ-ledd regering (se regeringen Tihomir Orešković) i vilken Most vid tillsättningen var representerat genom 7 av 23 statsråd. Under förhandlingarnas gång förlorade Most fyra av totalt 19 mandat i Kroatiens parlament sedan tidigare medlemmar lämnat partiet eller uteslutits.           

## Partiledare
| Bild | Partiledare | Tillträdde | Avgick          |
| ---- | ----------- | ---------- | --------------- |
|      | Božo Petrov | 2012       | Innehar ämbetet |